# Thomas Kerkhoff

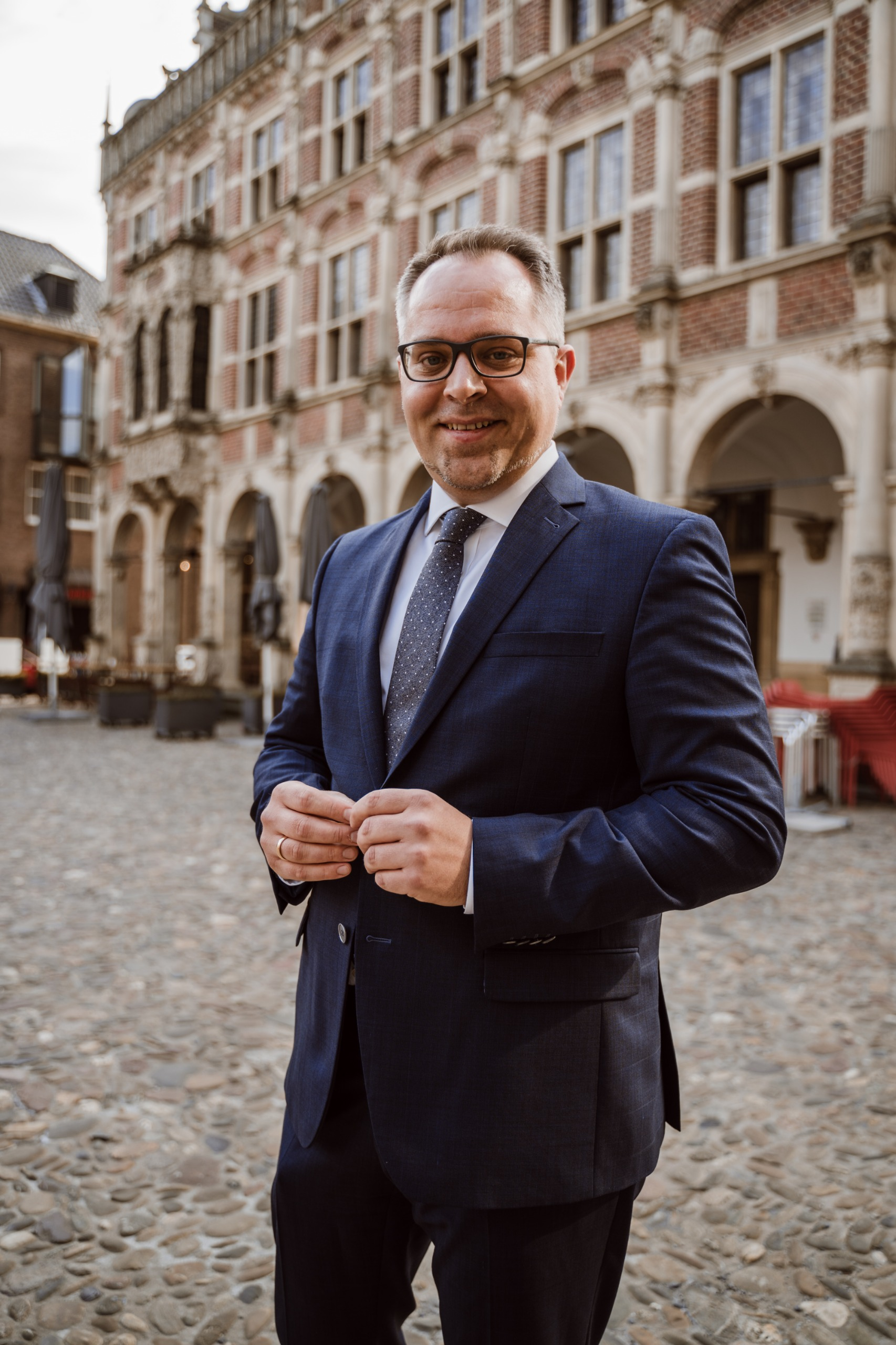
Thomas Kerkhoff, 2025

Thomas Kerkhoff (* 10. November 1981 in Borken, Kreis Borken) ist ein deutscher Verwaltungsjurist Kommunalpolitiker der CDU. Er ist seit dem 1. November 2020 Bürgermeister der Stadt Bocholt.

## Leben
Kerkhoff wuchs in Velen-Ramsdorf im Münsterland auf. Nach dem Abitur am Gymnasium Mariengarden in Burlo absolvierte er eine Ausbildung zum Stadtinspektoranwärter bei der Stadt Bocholt. Anschließend studierte er Verwaltungswissenschaften an der Fachhochschule für öffentliche Verwaltung Nordrhein-Westfalen in Münster und schloss mit dem Diplom als Verwaltungswirt (FH) ab.
Ab 2005 studierte Kerkhoff Rechtswissenschaften an der Westfälischen Wilhelms-Universität Münster. Er war Stipendiat der Konrad-Adenauer-Stiftung und legte 2010 das erste juristische Staatsexamen ab. Es folgten das Rechtsreferendariat am Landgericht Münster. Während dieser Zeit war er unter anderem für die Staatsanwaltschaft Münster, Abteilung Bocholt, tätig. Es folgte ein Aufbaustudium in Verwaltungswissenschaften an der Deutschen Universität für Verwaltungswissenschaften Speyer, welches er mit dem Magister in Verwaltungswissenschaften (Mag. rer. publ.) abschloss. Nachdem er 2012 das 2. Juristischen Staatsexamen absolvierte, war er von 2012 bis 2015 als Rechtsanwalt in der Kanzlei Wolter Hoppenberg Rechtsanwälte in Hamm tätig.
Seit dem 1. November 2020 ist Thomas Kerkhoff Bürgermeister der Stadt Bocholt. Er lebt dort mit seiner Ehefrau und seinem Sohn.

## Politische Tätigkeit
Kerkhoff trat 1999 in die Junge Union und die CDU ein und war zunächst als sachkundiger Bürger in Velen tätig. Von 2004 bis 2015 gehörte er dem Stadtrat von Velen an. Zudem arbeitete er ab 2006 als Mitarbeiter im Bundestagsbüro des Abgeordneten Johannes Röring (CDU) und engagierte sich als Vorsitzender der Jungen Union im Kreis Borken.
Im Jahr 2015 wurde Kerkhoff zum Bürgermeister der Stadt Gescher gewählt. In dieser Funktion war er bis 2020 tätig. Seit 2015 gehört er zudem als Beisitzer dem Landesvorstand der CDU Nordrhein-Westfalen an.
Bei den nordrhein-westfälischen Kommunalwahlen 2020 wurde Kerkhoff als gemeinsamer Kandidat von CDU und FDP mit 52,6 Prozent der Stimmen im ersten Wahlgang zum hauptamtlichen Bürgermeister der Stadt Bocholt gewählt. Er trat das Amt am 1. November 2020 an. Im Rahmen seines Wahlkampfs 2020 betonte Kerkhoff die Bedeutung einer modernen, effizient arbeitenden Stadtverwaltung und stellte projektorientiertes Handeln in den Mittelpunkt.
Bei der Kommunalwahl 2025 tritt Kerkhoff erneut als Bürgermeisterkandidat in Bocholt an. Die CDU-Mitglieder in Bocholt votierten zu 100 % bei der Aufstellungsversammlung für den aktuellen Amtsinhaber.

## Politisches Profil
Thomas Kerkhoff verfolgt als Bürgermeister einen pragmatischen, an Sachfragen orientierten Politikstil. Thematisch setzt er Schwerpunkte in den Bereichen Bildung, Stadtentwicklung und Wirtschaftsförderung. Dabei betont er die Bedeutung nachhaltiger Infrastrukturentwicklung und einer soliden Finanzpolitik. In der Verwaltungsführung strebt er eine Modernisierung von Prozessen sowie eine serviceorientierte Ausrichtung der Verwaltung an.